# Пектудеган
Пекдудеган (кор.  백두대간) — гірський масив на Корейському півострові, який тягнеться вздовж східного узбережжя. Цей гірський масив часто асоціюється з національною ідентичністю та традиційним корейським шаманізмом.

## Опис
Пекдудеган має довжину 1625 км, 690 км з яких розташованні у Південній Кореї. Він тягнеться меридіально через весь півострів Корея, від гори Пекту на півночі до Чирісан на півдні. Гора Пекту є найвищою точкою Пекдудеган, а також найвищою вершиною Північної Кореї. Гора Чирісан — найвища гора в материковій частині Південної Кореї. По Пекдудеган проходить вододіл між річковими басейнами Японського та Жовтого морів.

### Рельєф
Пекдудеган має високогірні хребти на півночі та сході та низькогірні райони на півдні та заході. Від головного хребта відходять 13 гірських хребтів, в долинах яких течуть найважливіші річки Кореї. Наприкінці мезозойської ери на території сучасного півострова Корея відбувалися процеси гороутворення, деякі гори пройшли через тривалий процес ерозії, а інші знову почали підніматися. Тому за будовою гірські хребти Пекдудеган поділяються на первинні, пов'язані з тектонічними процесами, і вторинні, пов'язані з процесами ерозії. В результаті руху літосферних плит у кайнозойську еру сформувались гори Тхебек, Собек, Нанглім і Хамгьон. Вони переважно високі гори, не зруйновані денудацією. Гірські хребти, які відходять від первинних були створені ерозією вздовж тектонічних ліній після розвитку первинних гірських хребтів. Первинні гірські хребти лежать на осі підняття і тому мають високу суцільність, але вторинні гірські хребти менш суцільні, між ними створені річкові долини.
Вторинні хребти Пекдудеган: Мьохян, Лангнім, Мачхонрйонг, Чайон, Пуджолльон, Мачхолльон та Кумгансан. Всі найвищі вершини Пекдудеган, які мають висоту більше 2000 м, розташовано в північній частині гірської країни.
Гірські хребти Кореї зазвичай мають стрімкість рельєф в залежності від напрямку схилів: з крутими схилами на стороні Японського моря та пологими схилами на заході та півночі.

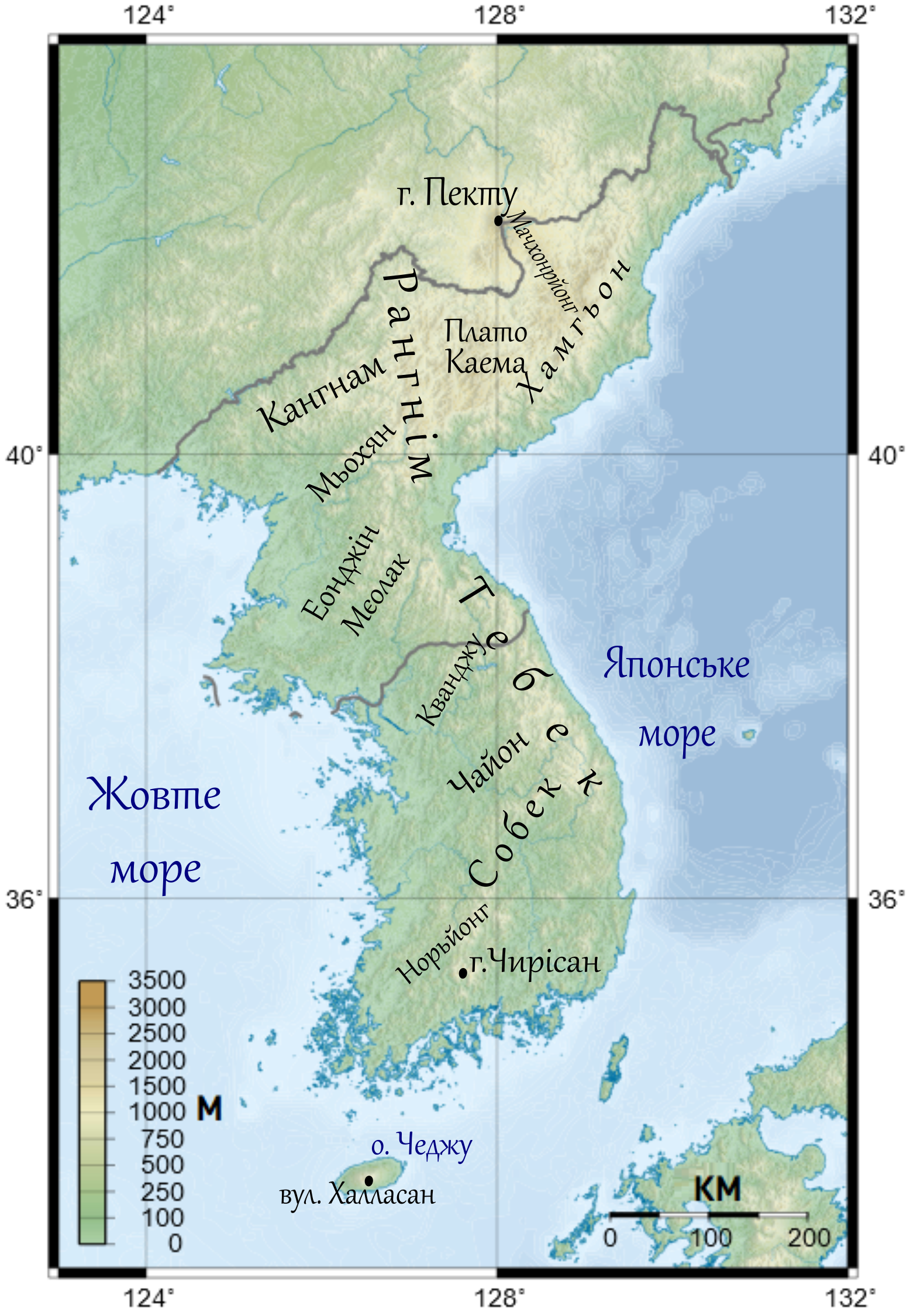

### Клімат
Клімат гір різниться в залежності від регіону, на півночі він більш суворий. Зі збільшенням висоти температурний режим та вологість також змінюються. На півночі клімат помірний, на півдні — субтропічний. На східні схили впливають літні мусони. Взимку погода холодна і суха, влітку — жарка і дощова. Між південною та північною частинами півострова різниця між температурами січня може становити 20 °C.

Клімат безперервно впливає на рельєф. Гори влітку через велику кількість атмосферних опадів зазнають хімічного вивітрювання, взимку діє механічне вивітрювання, а біологічне вивітрювання відбувається незалежно від пори року. З дефляційних вивітрених форм рельєфу в горах Пекдудегану трапляються тафони. 

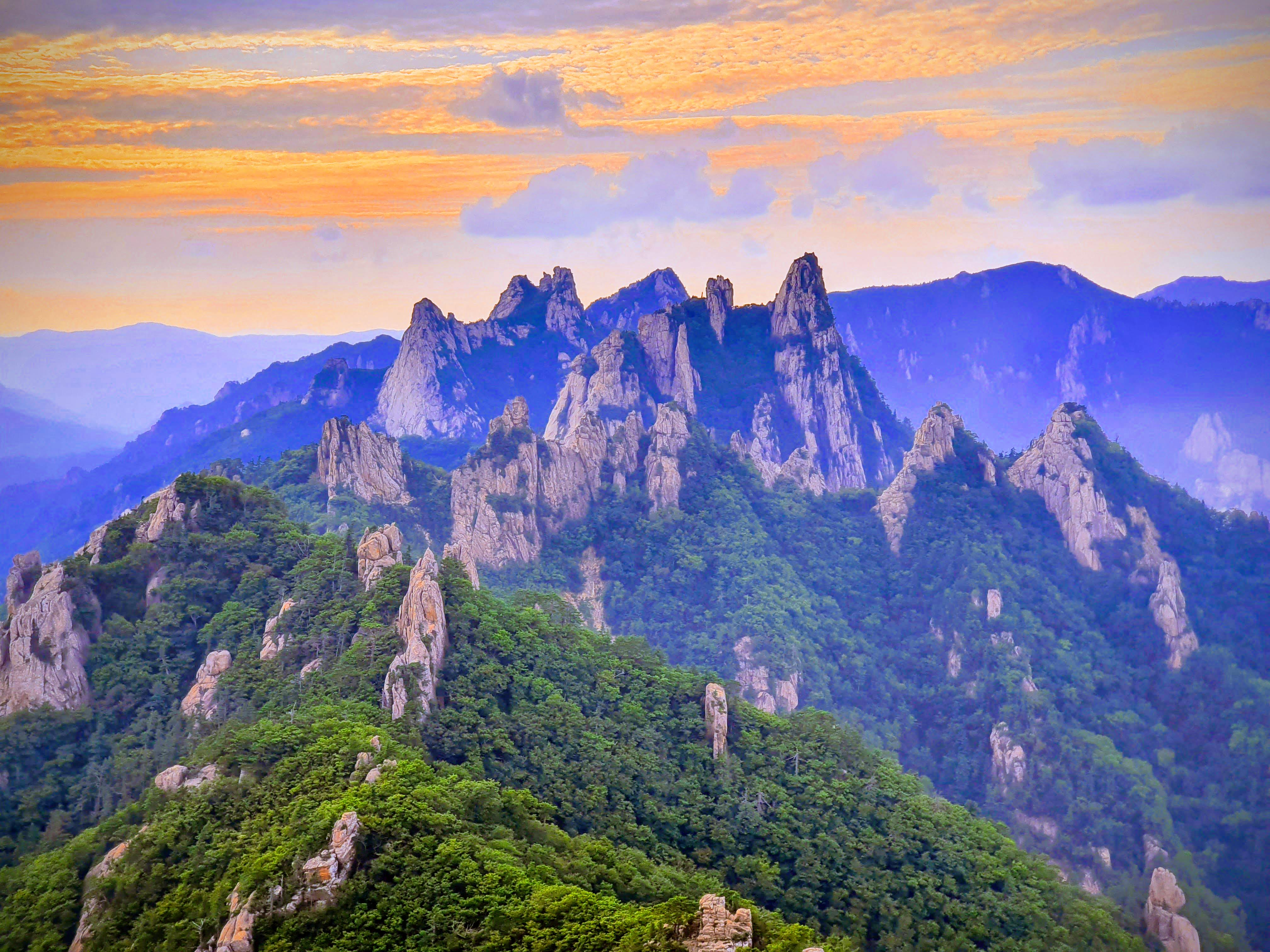
Гірський хребет Собек

### Природні комплекси
З півночі на південь у підніжжя Пекдудеган розташовані хвойні ліси на півночі, мішані та широколистяні ліси в центрі та субтропічні ліси на півдні. Висотна поясність представлена широколистяними, мішаними та хвойними лісами, а також альпійські луки та скелясті схили є на найвищих вершинах. Вічнозелені рослини високогір'я включають модрину та ялівець. Лісові ресурси інтенсивно використовуються.

## Енергетичні ресурси та мінеральні ресурси
На території Пекдудеган добувають антрацит, буре вугілля, вольфрам, молібден і сурма. Гідравлічна потужність обумовлена  та кількістю водного потоку, В загалі в Кореї нахил гірської місцевості не великий, а схили пологі, тому кількість гідравлічної потужності не дуже велика, але гідростанції будуються в горах.

## Туризм
Анімістична схильність до гір у народів Кореї передавалась через покоління. Головний міф про Дангуна, прабатька корейців говорить, що походження корейського народу та заснування нації походять з гір. Догмати віри говорять про те, що для наближення до Сонця треба бути на висоті, й тому ще з давнини саме на високій гірській вершині встановлювали вівтар, якому поклонялися. Тому на високих горах Пекдудегану проводились обряди й ці гори ставали священними. Крім того, у Кореї місця, де розташовані великі храми, зазвичай розташовані поруч із відомими горами.
Пекдудегану має не тільки привабливі для туристів гірські ландшафти, з горами пов'язана й культурна спадщина, що має з 5000 років історії. З метою комплексного використання та збереження туристичних об'єктів гір у березні 1967 року було оприлюднено Закон про парки. Гора Чирісан була визначена першим національним парком. зараз їх близько 20.
Розвиток організованого туризму в районі гірського хребта почався з кінця ХХ століття, але тільки на території, яка належить Південній Кореї. У 1990-х роках уряди округів, які розташовані у гірській території, почали покращувати туристичні стежки. У 2003 році Корейській лісовій службі Південній Кореї було надано повноваження над регіоном.